# Fantômes et Farfafouilles
Fantômes et Farfafouilles est un recueil de 42 nouvelles policières, de fantasy et de science-fiction écrites par Fredric Brown, publié en 1961.
La tonalité de ces nouvelles est très humoristique. En effet, plusieurs des nouvelles de ce recueil sont des nouvelles à chute, c'est-à-dire des nouvelles qui se terminent d'une façon inattendue, provoquant la surprise et le sourire du lecteur qui comprend qu'il a été « manipulé » par divers procédés d'écriture.
L'auteur utilise à plusieurs reprises le genre de la micronouvelle.

## Publications

### Publications aux États-Unis
L'édition originale américaine, parue en 1961 sous le titre Nightmares and Geezenstacks, compte 47 nouvelles.

### Publications en France
L'ouvrage a été traduit en français par Jean Sendy et publié :
- en 1963, chez Denoël, dans la collection Présence du futur, no 65  (ISBN 2-207-30065-X), puis réédité en 1976, en 1977, en 1981, en 1983, en 1985, en 1987 et en 1993 ;
- chez Folio SF, no 79, en 2001 dans une traduction révisée par Thomas Day.

### Publications en Allemagne
Une version raccourcie ( huit récits manquent ) a été publié en 1965 chez Wilhelm Heyne ; traducteur : B. A. Egger.

## Nouvelles

### Vilain
- Titre anglais : Nasty.
- La nouvelle est parue en 1959.
- Résumé : il s'agit d'une micronouvelle de trois pages. Walter Beauregard est un homme fort riche, mais arrivant au seuil de la vieillesse, il est atteint d'impuissance sexuelle. Lui a toujours eu les filles qu'il voulait, il a quasiment perdu sa virilité ! Il fait des recherches, consulte des grimoires magiques, puis un jour trouve une formule permettant, dit-on, de faire apparaître un démon. Il procède aux incantations nécessaires, et un démon apparaît, qui dit s'appeler Vilain. Vilain lui propose de réaliser un vœu. Mais comme il lit dans l'esprit de Walter, il comprend vite ce que veut ce dernier. Il lui offre alors un caleçon magique qui redonnera au vieil homme toute sa virilité et sa puissance sexuelle. Walter se met en quête d'une jeune beauté, et la trouve dans la piscine de l'hôtel. La ramenant dans sa chambre, il est tout content de ses futures prouesses. Hélas, le caleçon magique ne fonctionne que lorsqu'on le porte ; dès qu'on l'enlève, on retrouve son état physique antérieur. Vilain portait bien son nom.

### Abominable
- Titre anglais : Abominable.
- La nouvelle est parue en 1960.
- Résumé : Chaucey Atherton est un gentleman qui va en Himalaya faire de l'alpinisme. Mais il y va surtout parce que celle que l'on nomme « la plus belle femme du monde », Lola Gabraldi, a été enlevée par un « abominable homme des neiges ». Chaucey a décidé d'organiser une expédition de secours. Un jour, alors qu'il est dans le blizzard avec ses sherpas, il voit une forme d'abominable homme des neiges dans le lointain : il tire, et tue l'être étrange. Mais soudain il est empoigné par un second abominable homme des neiges. Ce dernier lui apprend tristement qu'ils sont, à l'origine, des êtres humains qui ont subi des modifications génétiques : comme ils font peur aux humains « normaux », ils sont contraints de se cacher. Il apprend aussi que ces êtres, peu nombreux, sont obligés, pour se reproduire, d'enlever parfois des humains et de leur faire boire une drogue spéciale qui transforme ces humains en abominables hommes des neiges. Or il se trouve que Chaucey, sans le vouloir ni le savoir, vient de tuer Lola Gabraldi, qui avait été enlevée et avait déjà subi la mutation. Chaucey doit désormais prendre sa place !  Apprenant qu'il va être enlevé et va devenir à son tour un abominable homme des neiges, Chaucey rétorque qu'il est un homme, de sexe masculin, et pas une femme ! « Dieu soit loué ! » lui répond l'être qui l'a emprisonné dans ses bras et qui est une abominable femme des neiges !

### Rebond
- Dans la réédition chez Folio SF en 2001, la nouvelle a été titrée Ricochet. Titre anglais : The Power.
- La nouvelle est parue en 1960.
- Résumé : Il s'agit d'une micronouvelle de trois pages. Larry Snell, un petit escroc, sans qu'il sache pourquoi ni comment, découvre un beau jour qu'il est détenteur d'un Pouvoir : lorsqu'il donne un ordre à une personne, celle-ci s'exécute ! Larry, en quelques jours, amasse des centaines, puis des milliers de dollars. Il a aussi toutes les filles qu'il veut. Mais pourquoi en rester là ? Pourquoi n'aurait-il pas un harem entier ? Pourquoi ne deviendrait-il pas milliardaire en dollars ? Il décide de prendre quelques jours de vacances et de mûrir son plan. Il prend pension dans une petite auberge, située près de grandioses montagnes. Là, il se dit qu'il pourrait bientôt devenir dictateur des États-Unis, ou plutôt non, encore mieux : Empereur de la Terre ! Pris dans son tourbillon mégalomane, il crie alors : « Crève, salope !» à toute voix. Peu importe que quelqu'un l'entende et meure ! Le lendemain, on découvre son corps sans vie, situé à l'entrée de la Colline de l'Écho.

### Cauchemar en gris
- Titre anglais : Nightmare in Gray.
- La nouvelle est parue en 1961.
- Résumé : Micronouvelle de deux pages. Un homme beau, jeune et vigoureux se lève tout joyeux de bon matin. Sa petite amie Susan et lui vont passer une merveilleuse journée ; ils iront se promener ; ils feront l'amour ; il y aura plein de choses à faire ; c'est aujourd'hui une merveilleuse journée de printemps. Il se rend chez Susan et sonne à la porte : quelqu'un qu'il croit vaguement reconnaître lui ouvre la porte, le fait entrer, le fait patienter. Alors qu'il attend dans le salon, il entend une conversation téléphonique dans la pièce à côté. La jeune femme qui l'a accueilli téléphone à son frère, et lui dit que Grand-père a encore « perdu la boule » ; qu'il se retrouve 50 ans en arrière quand Grand-mère était vivante ; qu'il faut amener le docteur ; qu'elle se demande ce qu'il faut faire. Il se regarde alors dans un miroir et voit un vieux monsieur tout rabougri, et se met à pleurer.

### Cauchemar en vert
- Titre anglais : Nightmare in Green.
- La nouvelle est parue en 1961. Elle est rédigée sur un mode humoristique, mais ne relève ni de la science-fiction, ni du fantastique. Il s'agit d'une micronouvelle de deux pages.
- Résumé : Il se réveille ce matin avec une merveilleuse sensation de bien-être. Ça-y-est, il a pris sa décision, c'est aujourd'hui le grand jour : il va aller voir sa femme, qu'il n'aime plus vraiment, et va lui annoncer qu'il la quitte pour vivre avec la sublime Laura, jeune femme que le couple accueille sous son toit depuis quelques semaines. Il adore Laura et il est certain que celle-ci répondra à sa proposition de mariage. Une nouvelle vie s'annonce, pleine de promesses. Bien sûr, sa femme va accuser le choc ; elle ne s'attend pas à cette décision, mais il a bien réfléchi et est sûr de son coup. Il va voir sa femme. Cette dernière lui annonce que Laura est allée se promener. La nouvelle se termine par une déclaration de l'épouse : « Tu comprends, William, il faut que nous divorcions. Je sais que ce sera un coup très dur pour toi mais… mais Laura et moi nous aimons, et nous allons partir ensemble. »

### Cauchemar en blanc
- Titre anglais : Nightmare in White.
- La nouvelle est parue en 1961.
- Résumé : Micronouvelle de deux pages. Allongé sur le canapé du salon, le héros s'éveille ; déjà 23 h . Son épouse Betty et lui reviennent de leur lune de miel et vont dormir chez la sœur de Betty, Déborah, pour se reposer de la longue route qui les ramènera chez eux. Nul doute que Betty va venir le voir dès que Déborah sera endormie pour lui donner un vrai baiser. Mais voici que la silhouette de la femme tendrement aimée arrive ; dans la pénombre totale elle se glisse près de lui ; et sans dire un mot ils font l'amour. Tout va bien, tout est merveilleux, jusqu'au moment où la vraie Betty entre dans le salon, allume la lumière, voit le couple nu et enlacé, et se met à crier.

### Cauchemar en bleu
- Titre anglais : Nightmare in Blue.
- La nouvelle est parue en 1961.
- Résumé : Micronouvelle de deux pages. Pour George, Wilma et leur fils de cinq ans Tommy, c'est la première matinée de vacances dans cette maison forestière qu'un ami leur a prêtée. Laissant son épouse dormir, George part découvrir avec son fils les alentours : quatre cents mètres plus loin il y a un lac où George pourra pêcher et Tommy se baigner ; car si Tommy sait nager ce n'est pas le cas de son père. Tommy plonge à l'eau sans trop s'éloigner du bord, selon les recommandations de George. Ce qui ne l'empêche pas de soudain perdre pied, à vingt mètres à peine de la berge. George ne voit pas comment secourir son fils sans se noyer lui-même ; il court chercher sa femme à la maison. Elle se précipite dans l'eau. Lorsqu'elle récupère le corps sans vie de l'enfant, elle n'a de l'eau que jusqu'à la taille : Tommy s'est noyé dans moins d'un mètre d'eau.

### Cauchemar en jaune
- Titre anglais : Nightmare in Yellow.
- Micronouvelle de trois pages, parue en 1961.
- Résumé : Il se réveille de bon matin, d'humeur joviale. Sa décision est prise, et son plan va réussir : il va tuer sa femme, qu'il n'aime plus, à vingt heures quarante-six précisément, heure de sa naissance, afin de se libérer de ce carcan conjugal et s'enfuir à l'étranger avec les cent mille dollars qu'il a détournés. Cet assassinat va tout arranger. Le soir, il exécute son plan sinistre. Après un repas au restaurant, dans l'obscurité, à vingt heures quarante-six, devant la porte de chez eux, il la tue d'un coup de matraque sur la tête, puis il la maintient debout en entrant dans la maison. La nouvelle se termine par ces mots : « Il posa alors le doigt sur l'interrupteur et une lumière jaunâtre envahit la pièce. Avant qu'ils aient pu voir que sa femme était morte et qu'il maintenait le cadavre d'un bras, tous les invités à la soirée d'anniversaire hurlèrent d'une même voix : Surprise ! ». La « lumière jaunâtre » explique le choix du titre Cauchemar en jaune.

### Cauchemar en rouge
Titre anglais : Nightmare in Red.
La nouvelle est parue en 1961.
- Résumé :

Micronouvelle de deux pages.
Il se réveille à la suite d'une secousse en plein milieu de la nuit. Il s'approche de la fenêtre et entend des cloches. Un besoin inexplicable le fait courir en dehors de chez lui où il y a un champ parsemé de poteaux. Une secousse le fait heurter un des poteaux. Le véritable tremblement de terre le fait tomber. Dans le ciel apparaît, en rouge, "Tilt".
Puis après, c'est la fin de tout.

### Malheureusement
Titre anglais : Unfortunately.
La nouvelle est parue en 1958.
Le récit tourne autour d'un jeu de mots intraduisible en français.
- Résumé : Ralph, aventurier de l'espace, arrive près d'Arcturus. Il n'a plus rien à manger ; il faut qu'il mange ! Il va donc demander de la nourriture aux arcturiens. Or l'ordinateur de bord explique que si cette espèce extraterrestre ne parle pas, les autochtones peuvent lire ce qu'on écrit sur des feuilles de papier.

Ralph pose son vaisseau sur la planète. Avisant un groupe d'Arcturiens, il écrit qu'il souhaite un « sizzling steak » (un steak bien cuit). Mais les Arcturiens le ligotent et le conduisent sur un bûcher. Pauvre Ralph, les arcturiens avaient mal déchiffré son écriture et avaient cru qu'il voulait un « sizzling stake » (un bûcher bien chaud) !

### L'Anniversaire de Grand-mère
Titre anglais : Granny’s Birthday.
La nouvelle est parue en 1960.
- Résumé : Grand-mère Halperin fête ses 80 ans. Ses enfants, petits-enfant, arrière-petits-enfants sont là, ainsi que les épouses. Une vaste et belle famille.

Smith et Cross ont été invités pour l'anniversaire ; ils sont les seuls à ne pas faire partie de la tribu.
La soirée a lieu, et est merveilleusement réussie.
Smith se sent très bien et commence à se dire qu'il aimerait bien avoir une telle famille, lui qui fut orphelin.
Soudain Cross invective Hank Halperin, qui lui décoche un terrible coup de poing dans la mâchoire. Cross, en s'effondrant, percute l'angle de la cheminée et meurt.
Silence dans la salle. Que faire ? Hank va-t-il aller en prison ? Peut-on plaider la légitime défense ?
On demande l'avis de Smith, qui suggère faiblement d'appeler le médecin, et éventuellement la police, et de dire ce qu'il s'est passé.
Grand-mère fait alors remarquer que ce n'est peut-être pas Hank qui a commencé la bagarre. Réflexion faite, ce n'est pas lui non plus qui a frappé Cross.
Oui, la vérité, on la dira, car on la connait : c'est Smith qui, avec un sang-froid inimaginable, a frappé mortellement Cross.
Smith, interloqué, voit s'approcher vers lui l'ensemble de la famille Halperin, incitée par la folle grand-mère à le lyncher. Nul échappatoire en perspective…

### Voleur de chats
Titre anglais : Cat Burglar.
La nouvelle est parue en 1961.
Micronouvelle de deux pages.
- Résumé :

Un voleur d'un genre très spécial sème le trouble dans la ville. Il pénètre dans les habitations, et ne vole que les chats.
Un piège est tendu, et l'homme est pris.
Il volait des chats, les tuait, réduisait leurs corps en poudre. En effet, de même qu'il existe le Nescafé pour le café en poudre, il voulait trouver la recette du Nescat (traduction française : Nestminet), le chat en poudre.

### La Maison
- Titre en anglais : The House.
- La nouvelle est parue en 1960.
- Nouvelle étrange.
- Résumé : Un homme déambule dans une maison vide, qui a été habitée, et en parcourt les pièces. Il s'est passé ici quelque chose d'affreux, mais on n'en saura pas plus…

### Deuxième chance
- Titre original : Second Chance.
- La nouvelle est parue en 1961.
- Résumé : Chicago, 9 octobre 1959 : deux spectateurs assistent à un match de baseball. Qui va gagner ? Suspense. Puis on réalise que les joueurs sur le terrains ne sont pas des humains, mais des androïdes. Le match n'est pas réellement un vrai match entre humains, c'est en réalité une simulation de match. Puis on apprend que cette simulation de match est faite 500 ans après que ce match ait eu lieu. On sait qui a gagné et perdu dans l'histoire réelle, et la plupart du temps les matches finissent sur le même score. Mais si les androïdes évoluant sur le terrain ont exactement les mêmes caractéristiques physiques et techniques que leurs lointains modèles humains, la stratégie utilisée par l'entraîneur peut modifier les choses, et parfois le match ne se déroule pas comme prévu. Enfin, on découvre que les deux spectateurs ne sont pas des humains, mais des robots. Depuis que l'humanité a disparu, quatre siècles auparavant, les robots font ce qu'ils peuvent « pour maintenir vivantes les traditions humaines ».

### Les Grandes découvertes perdues
- Titre anglais : Great Lost Discoveries : I - Invisibility / II - Invulnerability / III - Immortality
- La nouvelle est parue en 1961.

### Lettre morte
Titre anglais : Dead Letter.
La nouvelle est parue en 1955.
- Résumé : Laverty va tuer le député Quinn. Ce dernier incite Laverty à retenir son geste : il a écrit une lettre dans laquelle il raconte tout à l'attention de la police. Laverty ne se laisse pas apitoyer et tue Quinn de six balles de révolver.

Le lendemain, on sonne à la porte de Laverty : celui-ci ouvre la porte, et a une crise cardiaque en voyant Quinn devant lui ! Laverty décède.
La police arrive sur les lieux. On apprend que Quinn avait bien fait envoyer une lettre. Celle-ci était destinée à son « double », c'est-à-dire la personne qui lui ressemble comme un sosie et qui le remplaçait dans certaines cérémonies, lui ordonnant de se présenter chez Laverty immédiatement après l'annonce de sa mort. Quinn connaissait les problèmes cardiaques de Laverty, et s'est vengé d'outre-tombe.

### Hymne de sortie du clergé
- Titre anglais : Recessional (traduction approximative : « Récessionnel » ; par opposition à Processional - processionnel / qui concerne une procession)
- Dans la réédition chez Folio SF en 2001, la nouvelle a été titrée L'Hérésie du Fou.
- Cette micronouvelle de trois pages est parue en VO en 1960 ; en VF en 1963
- « Fiche de la nouvelle » sur le site NooSFere
- Liste des publications de la nouvelle, sur iSFdb
- Résumé : Un simple soldat raconte la guerre que se sont livrée deux armées opposées, les Blancs (dont il fait partie) contre les Noirs. La guerre a été longue, les pertes en soldats ont été effroyables, les Chevaliers ont été perdus. Le Roi lui-même, depuis la perte de la Reine, n'est plus le même homme : il semble avoir perdu tout espoir en l'issue des combats. Le soldat craint pour l'âme de son ami l'Évêque, qui manquait de foi et prétendait qu'ils n'étaient que des marionnettes entre les mains d'un dieu invisible ; et pire, que leur guerre n'était pas celle du Bien contre le Mal, et que peu importe en fait de savoir qui gagnera ou perdra. Enfin, dans un ultime mouvement, la guerre est gagnée, tout est fini. Mais les forces qui restent s'enfoncent dans un gouffre ; le champ de bataille disparaît dans les ténèbres. « Ce n'est pas juste !, pense le soldat, nous avons gagné ! » [2].

### Marotte
Titres anglais : The Assistant Murderer Premiere Murder.
La nouvelle est parue en 1955.
Micronouvelle de deux pages.
- Résumé : Sangstrom va voir le pharmacien dont il a entendu parler. Cet homme aurait créé un poison indécelable, qu'il offre gratuitement ! Rien de mieux pour tuer sa femme, se dit Sangstrom…

Il rencontre donc le pharmacien : oui, celui-ci a créé un poison indécelable, oui il est prêt à le donner gratuitement. Ils boivent un petit café.
Mais le pharmacien lui explique très rapidement qu'il n'est pas un tueur ni un complice de tueur : le café qu'il a offert à Sangstrom contenait le poison en question ! Sangstrom, s'il veut rester en vie, devra lui acheter l'antidote (qui lui n'est pas gratuit) et rédiger une lettre dans laquelle il avoue son intention de tuer sa femme. Cette lettre sera soigneusement cachée tant que l'épouse vivra.
Bien entendu, ajoute le pharmacien, il faut renoncer à tuer l'épouse. Et si le pharmacien venait à mourir, l'absence d'antidote tuerait Sangstrom.
Le pharmacien termine en disant :
« 
J'aimerais que vous parliez autour de vous de mon poison indétectable. On ne sait jamais, M. Sangstrom : la vie que vous pouvez ainsi sauver, si vous avez des ennemis, il se pourrait que ce soit la vôtre. »

### L'Anneau de Hans Carvel
Titre anglais : The Ring of Hans Carvel.
La nouvelle est parue en 1961.
- Résumé : Au Moyen Âge, Hans Carvel est un bourgeois d'entre deux âges qui se remarie avec une jeune femme de 20 ans. Le trompe-t-elle ? Il le craint, car sa vigueur sexuelle n'est plus ce qu'elle était 30 ans auparavant.

Le Diable lui offre un anneau magique qui empêchera la belle de lui être infidèle.

### Flotte de vengeance
Titre en anglais : Vengeance Fleet / Vengeance Unlimited
La nouvelle est parue en 1950.

### La Corde enchantée
- Titre anglais : Rope Trick.
- La nouvelle est parue en 1959.
- Résumé : Elsie et Georges, un couple de quinquagénaires, visitent ce jour-là Calcutta, en Inde. Or Georges n'a plus la vigueur sexuelle de ses 20 ans, et son sexe entre difficilement en érection. Elsie découvre un charmeur de serpent, qui fait s'élever l'animal. Il lui vient une idée : et si ça marchait pour le sexe de Georges ? Elle achète en cachette la flûte du fakir et apprend à jouer l'air magique. Le soir, alors que Georges s'endort, elle joue du pipeau : sous les draps, elle voit s'élever quelque chose de turgescent… ça marche ! Elle se précipite sous les draps, et découvre que ce qui s'élève en l'air, toute droite, c'est la ceinture de pyjama de son mari.

### Erreur fatale
- Titre anglais : The Perfect Crime.
- Parution : 1941.
- Remarque : Micronouvelle de deux pages.
- Résumé : Walter Baxter est l'unique héritier de son oncle. Celui-ci est riche et tarde à mourir, tandis que Walter est pauvre. Il a décidé de tuer l'oncle, et de faire croire à l'acte d'un cambrioleur. Meurtre parfait : cambriolage suivi de la mort de l'oncle. Pourquoi le soupçonnerait-on ? Il exécute son plan : le soir, muni de gants, d'un pied de biche et d'une pince-monseigneur, il pénètre dans la maison de son oncle. Il va commencer par la « partie cambriolage ». Il avise le coffre-fort, et fait ce qu'il a à faire. Plusieurs heures plus tard, essoufflé et tremblant, il rentre chez lui. Tout s'est bien passé comme prévu… Le lendemain, on sonne à la porte : l'adjoint du shérif est là, qui l'emmène en garde à vue car Walter est soupçonné de vol avec effraction. En effet, durant la nuit, obsédé par la cambriolage, il a oublié (!) de tuer l'oncle, qui a assisté au vol et qui l'a dénoncé à la police. Beau crime parfait !

### Les Vies courtes et heureuses d'Eustache Weaver
Titre anglais : The Short Happy Lives of Eustace Weaver I, II, & III / Of Time and Eustace Weaver
La nouvelle est parue en 1961.
- Résumé : Eustache Weaver a créé une machine à voyager dans le temps miniaturisée.

Et comme il veut gagner beaucoup d'argent très vite, il se dit qu'il va dérober l'argent contenu dans le coffre-fort du supermarché situé à côté de chez lui.
Il fait un voyage dans l'avenir, pénètre dans la salle des coffres, puis fait un nouveau voyage de quelques heures dans l'avenir, puis, comprenant qu'il est entouré de gens qui viennent de découvrir le vol, se propulse dans le passé, à un moment où il n'a pas encore agi.
Il ignore que lorsqu'on va vers le passé, on oublie tous les souvenirs du futur.
Eustache Weaver découvre qu'il a de l'argent plein les poches : il réalise qu'il a réussi son coup, mais qu'il ne s'en souvient pas ! En tout cas, il a assez d'argent pour aller en Californie et jouer massivement aux courses…
Arrivé au champ de courses, il note les numéros gagnants sur son calepin, et s'apprête à regagner le passé.
Mais survient un événement qu'il n'avait pas prévu : l'intervention de la Police temporelle !
Quand on utilise une machine à remonter dans le temps pour des frivolités ou de la recherche scientifique, on n'est pas puni par la Police temporelle.
En revanche tout acte de délinquance est sévèrement puni. Eustache, ayant commis un vol et s'apprêtant à frauder aux courses, est par conséquent exécuté sur le champ.
- Article connexe : La Patrouille du temps

### Expédition
- Titre anglais : Expedition. Autre titre français : Un homme d'expédition.
- Micronouvelle parue dans The Magazine of Fantasy & Science Fiction no 69, février 1957.

### Barbe luisante
Titre en anglais : Bright Beard.
La nouvelle est parue en 1961.
Il s'agit de l'histoire de Barbe bleue revisitée, avec une fin différente.
- Résumé : Une jeune épouse sait que son mari cache quelque chose de mystérieux dans un placard. Un jour, par curiosité, elle parvient à ouvrir ce placard : son époux est un espion vénusien, chargé de guider l'avant garde vénusienne lorsqu'elle envahira la Terre !

Ledit époux surgit alors, et lui annonce qu'elle a malheureusement découvert quelque chose qu'elle n'aurait jamais dû découvrir. Il la prend alors fermement, et l'emmène vers la cave où gisent déjà ses précédentes épouses : elle aussi sera exécutée et enterrée.

### Jicets
Titre anglais : Jaycee.
La nouvelle est parue en 1958.
- Résumé : Dans un monde futur qui a vu mourir un tiers des hommes et qui a laissé des millions de veuves sans mari et des jeunes filles sans compagnons, le gouvernement a autorisé le reproduction par parthénogenèse.

En quelques années, des millions d'enfants sont nés grâce à cette technique médicale innovante.
Et un jour, on découvre que ces millions d'enfants ont quelque chose de spécial et qu'ils se comportent étrangement.
Rappelons-nous un point : la parthénogénèse consiste à enfanter sans homme. La femme qui accouche est vierge la plupart du temps. Et il y a eu un précédent : Jésus-Christ, fils d'une vierge.
Imaginez un peu si 50 millions d'enfants se mettaient un jour à marcher sur l'eau et à faire des miracles… 50 millions de J-C…

### Contact
Titre anglais : Earthmen Bearing Gifts.
La nouvelle est parue en 1960.
- Résumé : Les 900 Martiens, qui sont dotés de grands pouvoirs télépathiques, savent que les humains vont envoyer une bombe atomique sur Mars pour tester l'ampleur des rayonnements gamma et vérifier certaines théories concernant l'atmosphère martienne. La bombe doit percuter la planète dans le cratère Syrtis Major, en un lieu situé à 1 500 km au nord de l'unique cité martienne.

Espèce en voie d'extinction, ils attendent avec impatience de pouvoir entrer en contact avec les humains : les deux espèces auront des intérêts mutuels à échanger leurs connaissances.
L'engin spatial humain s'approche, délivre la bombe H, qui va exploser sur le sol martien.
Sur Terre, des astronomes enregistrent l'impact et prennent les mesures. Tout s'est bien déroulé ! La bombe a frappé là où elle devait exploser, quoiqu'à 1 500 km au sud du lieu d'impact.
Au fait, croyez-vous qu'il existe des Martiens, sur Mars ? Non, aujourd'hui, il n'y en a plus aucun…

### Mort sur la montagne
Titre anglais : Death on the Mountain.
La nouvelle est parue en 1961.
Un vieil homme, qu'on appelle le Prophète, vit en ermite en haut de la montagne.
Un jour, il meurt mais ne s'en rend pas compte. Devenu fantôme, il continue sa vie comme si de rien n'était.

### Comme ours en cage
Titre anglais : Bear Possibility.
La nouvelle est parue en 1960.
- Résumé : Jonathan Quinby dispose d'un pouvoir extraordinaire, celui de pouvoir changer un être humain dans l'animal de son choix, et de le retransformer en être humain par la suite.

Il n'a jamais utilisé cet étrange pouvoir, n'en ayant ni l'envie ni le besoin.
Un jour, alors qu'il visite un zoo avec son épouse (dont on ignorera le prénom), celle-ci tombe inopinément dans la fosse aux ours.
Et un grizzli menaçant s'approche, près à l'écorcher.
Agissant d'instinct, Jonathan la transforme en ourse : l'ours ne va tout de même pas attaquer une congénère ?
L'ours, effectivement, n'attaque pas la femme, mais l'entraîne dans son gîte… et la viole.
Plus tard, quand l'épouse-ourse parvient à sortir de la grotte des ours et à s'échapper, Jonathan la retransforme en humaine.
Par la suite ils ne parlèrent plus de ces tristes événements.
Oui mais voilà, aujourd'hui il y a un problème.
Il y a neuf mois, aux alentours des événements précités, l'épouse est tombée enceinte.
Jonathan ignore si c'est lui qui l'a fécondée, ou si c'est l'ours…
Et aujourd'hui, c'est la journée de l'accouchement. Et il ne faut pas s'étonner de voir Jonathan marcher de long en large dans la chambre, comme un ours en cage…

### Pas encore la fin
- Titre anglais : Not Yet the End
- La nouvelle est parue en 1941.
- Le thème sera repris ultérieurement par Fredric Brown dans sa nouvelle Un homme de qualité (Man of Distinction) en 1951.
- Résumé : Des extraterrestres particulièrement violents approchent près de la 3e planète (la Terre) de l'étoile Z-5689 (le Soleil). Voici une planète peuplée… Avec des villes… On va pouvoir ramener sur Xandor des millions d'esclaves qui travailleront dans les mines radioactives… Les deux extraterrestres envoient un rayon-tracteur sur Terre afin de ramener deux spécimens. Ils examinent ces spécimens de Terriens : deux bras, deux jambes, des mains à cinq doigts, parfait ! Ils seront utiles comme esclaves. Hélas les tests d'intelligence montrent que cette race est plutôt stupide : ils ne seront pas assez bons comme esclaves ! Inutile de détruire la planète, on y reviendra dans quelques millions d'années, quand ces êtres auront un peu évolué. Les humains sont donc sauvés, pour l'instant… On apprend dans les deux dernières lignes que deux singes du parc zoologique ont mystérieusement disparu…

### Histoire de pêcheur
Titre anglais : Fish Story.
La nouvelle est parue en 1961.
- Résumé : Le pêcheur Robert Palmer tombe follement amoureux d'une sirène.

Ils s'aiment tellement, qu'ils décident de se marier.
S'agissant des rapports charnels, le Grand Triton peut transformer tout être, et nul doute qu'il trouvera une solution pertinente aux questions que se pose Robert concernant la sexualité future du couple.
Le mariage a lieu en pleine mer, et le Grand Triton procède à l'opération. Mais le résultat effare Robert : il est transformé en sirène (mâle). Et comme tous les couples de sirènes, la femelle pond ses œufs, le mâle se contentant de répandre dessus sa semence. Robert est désespéré par ces nouvelles et par ce qu'il considère comme une trahison.
« Robert gémit et décida qu'il ne lui restait qu'à se noyer. Il lâcha sa jeune épouse et se mit à nager vers le fond de la mer. Mais il avait évidemment des branchies et ne se noya pas. »

### Trois petits hiboux
Titre anglais : Three Little Owls.
La nouvelle est parue en 1961.
- Résumé : La nouvelle est construite autour d'un jeu de mots qui conclut le récit ; ce jeu de mots est difficilement traduisible en français.

L'histoire raconte comment trois petits hiboux sont laissés seuls dans le nid par leur mère, qui leur a ordonné de ne pas en sortir en plein jour.
Or les hiboux vont chacun faire un tour dehors.
Le premier hibou s'envole et se pose sur un arbre voisin, il manque de se faire tuer par un chasseur et rentre précipitamment dans le nid.
Le deuxième hibou s'envole et se pose au sol, il manque de se faire manger par un renard.
Le troisième hibou s'envole et se pose sur une des hautes branche de l'arbre, il aperçoit un chat qui s'approche du nid. Il vient en aide à ses frères en chargeant le chat et en lui plantant une épine avec son bec. Le chat, de douleur, saute sur la tête du chasseur, lequel tue sans le vouloir le renard. Le hiboux croit qu'il a tué le renard, le chat et le chasseur. Quand il revient sur les lieux une fois la nuit tombée, il n'y a plus ni chat ni chasseur (qui a emporté la dépouille du renard). Ses frères lui disent qu'il a dû rêver.
Ce monde là est vraiment dangereux, pensent les hiboux. Il ne faut pas sortir les matins, mais seulement en soirées et les nuits, comme l'expliquait la maman hibou. Le troisième hibou en est le plus convaincu, car son rêve lui a laissé son bec tout endolori.
« Moralité : Ne sortez que le soir. Ne vous matinée (mutinez) pas contre vos parents ».

### Faux-fuyants
- Titre anglais : Runaround (ou Starvation).
- La nouvelle est parue en 1942.
- Résumé : Le récit raconte la dernière journée de la vie d'un dinosaure du Crétacé, qui va mourir faute de nourriture, alors que des tas de petits animaux grouillent autour de lui. Plein d'animaux, plein de vie, mais il est trop gros et trop lourd pour les attraper. Ces misérables vermines, utilisant des faux-fuyants et refusant le combat, le narguent. Il va bientôt mourir ; son heure est venue ; il n'y peut rien ; c'est comme ça.

### L'Assassinat en dix leçons faciles
- Titre anglais : Murder in Ten Easy Lessons.
- La nouvelle est parue en mai 1945 dans le magazine Ten Detective Aces.
- Liens externes :
  - Fiche sur iSFdb
- « Fiche » sur le site NooSFere
- Résumé : Le récit narre la vie de Morley Evans, devenu Duke Evans, d'abord un petit voyou de quartier, qui commence avec ses poings, puis apprend le couteau, enfin s'essaie au maniement du révolver. Il est « piloté » sans qu'il le sache par un démon de l'Enfer, chargé de lui « apprendre le métier ». À la fin, il est exécuté par des mafieux, mais en Enfer, on est content : maintenant, il sait tout ce qu'il y a à savoir sur le meurtre !

### Sombre Interlude
- Nouvelle de Fredric Brown et Mack Reynolds, sous le titre Dark Interlude, traduit de l’anglais (États-Unis) par Jean Sendy, initialement parue dans Galaxy Science Fiction no 4, janvier 1951.
- Remarque : Écrite pendant la ségrégation raciale, la nouvelle met en exergue le racisme des « petits blancs » du sud des États-Unis qui haïssent les Noirs et la notion d'Etranger.

### Entité-piège
- Titre anglais : Entity Trap.
- La nouvelle est parue en août 1950 dans Amazing Stories.
- Liens externes :
  - Fiche sur iSFdb
- « Fiche » sur le site NooSFere
- Résumé : 1979-1981 : la guerre fait rage entre les États-Unis et la Chine. Les Chinois ont envahi les côtes de Californie et les Américains luttent pour leur survie. Un soldat Américain de 2e classe, John Dix, est mortellement blessé par une bombe chinoise. Pendant ce temps, une « Entité » voyageant dans l'espace, composée uniquement d'esprit, passe à proximité de la Terre et découvre que des Esprits peuvent habiter des corps de matière : étrange, tout cela ! Alors elle s'approche, elle arrive sur Terre, passe à côté du champ de bataille va examiner un de ces corps, qui se trouve être John Dix. Comme elle arrive près de lui, John Dix succombe à ses blessures. Or pendant que l'Esprit de John quitte son corps mutilé, l'Entité spirituelle extraterrestre est comme « aspirée » par ce corps, et en devient prisonnière ! L'Entité découvre les pensées de John Dix, qui était un homme à l'esprit primaire, raciste et intolérant. Enfermé dans ce corps mutilé et pourrissant, elle apprend à contrôler la matière et reconstitue un corps fonctionnel, avant de rejoindre la civilisation : elle agit ensuite comme n'aurait jamais pu agir John Dix. En quelques mois, courant 1982, l'Entité fait bouger les lignes et galvanise les foules grâces aux idées simplistes et haineuses de John Dix, soutenues par les impressionnants pouvoirs de persuasion de l'Entité : John Dix devient président des États-Unis, puis Dictateur du pays en avril 1983. Mais l'Entité ne cesse d'appeler à l'aide pour qu'on la sorte de ce piège. Deux de ses congénères viennent sur Terre, et arrivent à l'extraire du corps de John Dix. Au moment où cela arrive, John Dix disparaît brutalement au milieu d'un discours le 14 juin 1983, et on met sa disparition mystérieuse sur le compte de ses Opposants.

### Petit Agnelet
- Dans la réédition chez Folio SF en 2001, la nouvelle a été titrée Agnelle. Titre anglais : The Little Lamb.
- La nouvelle est parue en 1953.
- Résumé : Wayne, un peintre raté, se demande où est passée Lambeth Gray, sa compagne. En abrégé, il l'appelle Lamb, ce qui en anglais signifie « agneau » ou « petit agneau ». Il attend, encore et encore. Mais que fait-elle ? Et où est-elle ? Il quitte le domicile, va voir des amis communs (qui n'ont pas vu Lamb), puis va boire un verre dans un bar. Puis un second verre. Non, personne n'a vu Lamb. À la suite d'une indiscrétion lui laissant penser que Lamb a pu passer chez Hans (son amant caché ?), Wayne va au domicile de ce dernier. Non, Hans explique qu'il n'a vu personne. Wayne visite rapidement la demeure de Hans, et constate l'absence de Lamb. Mais un placard fermé à clef attire son attention : se pourrait-il que Lamb se soit réfugiée à l'intérieur ? Wayne ordonne à Hans d'ouvrir le placard ; Hans répond qu'il en a perdu la clef. Wayne tire un coup de révolver dans le coin du placard. Alors le placard s'ouvre, et Lamb en sort, nue, blanche et fantômatique. Wayne tire alors sur Hans, le tuant sur le coup. On apprend alors que Wayne a assassiné Lamb quelques heures auparavant lorsqu'elle lui avait annoncé qu'elle le quittait pour aller vivre avec Hans. Triste exemple de délire paranoïde et de bouffée délirante aiguë.

### Moi, Flapjack et les Martiens
- Titre anglais : Me and Flapjack and the Martians.
- La nouvelle est parue en 1952.

### La Bonne Blague
- Titres anglais : If Looks Could Kill ; The Joke ; Face of Death
- La nouvelle est parue en octobre 1948 dans Detective Tales.
- Liens externes :
  - Fiche sur iSFdb
- « Fiche » sur le site NooSFere
- Résumé : Jim Greeley est un joyeux luron. Représentant de commerce pour une société de farces et attrapes, il aime bien jouer des tours aux gens : il serre les mains avec un vibrato manuel, il offre des verres-baveur, des pièces de monnaie truquées, etc. Mais ce soir là, il doit rencontrer sa petite copine, Marie Rhymer, qui tient une pension de meublés à louer. Marie trompe son mari au profit de Jim, et Jim doit la voir en cachette le soir même à 21 h. Il va donc chez le barbier pour se faire raser la barbe et se faire faire la totale en matière soins esthétiques. Il en profite pour expliquer à l'artisan son métier, sa future rencontre avec Marie, ses projets futurs, etc. Il parle aussi de farces et attrapes, et lui présente un Masque parfait : il s'agit d'un masque qui fait croire à un vrai visage. Il le mettra tout à l'heure et fera une bonne blague à sa petite Marie ! Il s'endort sur le siège du barbier, qui le réveille peu après. Le barbier lui dit que la barbe est rasée, les soins effectuées, et qu'il vient de lui passer le Masque parfait sur le visage. Ainsi il n'a plus qu'à aller directement voir Marie. Jim vérifie : oui, le Masque est bien ajusté. Il se rend chez Marie, et se fait passer pour un touriste allemand. Marie est étonnée. Soudain, tralala !, Jim enlève le Masque et lui montre son visage. Marie tombe à la renverse, terrassée par une crise cardiaque. Elle meurt aussitôt. Interloqué, Jim regarde sa tête dans un miroir : pendant qu'il dormait, le barbier lui a maquillé la peau du visage de manière horrible, le faisant ressembler à un monstre. Normal que Marie ait eu une peur bleue… Jim court chez le barbier pour lui demander des explications : arrivé devant le magasin fermé, il entraperçoit le corps du barbier qui pend dans le vide (car celui-ci vient de se suicider par pendaison), et sur la devanture du magasin, il y a l'identité de l'artisan, que Jim n'avait pas remarquée : « Dan Rhymer ».

### Dessinateur-humoristique
- Titres en anglais : All Good Bems ; Garrigan's Bems ; Lucky Draw ; Cartoonist.
- Cette nouvelle a été écrite en collaboration avec Mack Reynolds.
- La nouvelle est parue en 1949.
- Résumé : Bill Garrigan est un « dessinateur-humoristique » : il dessine des dessins amusants pour les journaux et magazines. Il vit mal de ses talents, et ne mange pas tous les jours. Un jour, il vend un de ses dessins, représentant un extraterrestre hideux à 3 têtes et à 6 bras disant à un autre, à propos d'humains : Mon Dieu, comme ils sont hideux ! Le dessin est publié et Bill reçoit un petit chèque. Quelques jours plus tard, des extraterrestres apparaissent et ordonnent à Bill de le suivre dans un espace-temps parallèle. Il apprend qu'il a dessiné sans le savoir des extraterrestres qui existent, et que ceux-ci ont découvert son dessin. On l'emmène devant l'Empereur de la planète, qui ressemble exactement à l'extraterrestre dessiné par Bill ! Or l'Empereur, loin de le gronder, lui propose de devenir dessinateur-humoristique pour la planète et les planètes rattachées. Vu son talent, Bill pourrait devenir une personnalité du monde de l'édition. D'ailleurs, il n'a pas le choix, on va le garder un an, et dans un an, il choisira s'il veut rentrer sur Terre ou rester ici. Le lendemain, Bill découvre qu'on a pratiqué sur lui de la chirurgie esthétique, et que les extraterrestres lui ont fait un corps à 3 têtes et à 6 bras. Ainsi il passera inaperçu sur la planète. Pendant un an, Bill crée des dessins humoristiques, qui au demeurant se vendent très bien. Un an après, il doit choisir : veut-il retourner sur Terre, inconnu et pauvre, ou rester ici, célèbre et riche ?  Il ne met pas longtemps à hésiter, d'autant plus qu'il aime bien ses trois têtes et ses six bras, et qu'il est tombé amoureux d'une belle secrétaire de rédaction à la peau d'un jaune admirable.

### Les Farfafouilles
- Nouvelle publiée en septembre 1943 dans le magazine Weird Tales sous le titre The Geezenstacks.
- Résumé : Oncle Richard découvre un jour, semblant abandonnée, une boîte contenant quatre poupées de cire magnifiques. Il les offre à sa nièce, Aubrey Walters, qui nomme ces poupées Papa Farfafouille, Maman Farfafouille, Aubrey Farfafouille et Oncle Farfafouille. Les parents, Sam et Edith, sont très contents de voir leur fille jouer avec ces poupées. Mais au fur et à mesure que les semaines passent, Sam découvre peu à peu que lorsqu'Aubrey joue avec ses poupées, les événements qui se déroulent dans le jeu deviennent réalité. Les parents Farfafouille se disputent-ils ? Sam et Edith se disputent quelques jours après. Papa Farfafouille tombe-t-il malade ? Quelques jours après Sam tombe malade. Oncle Farfafouille doit-il partir quelques jours en voyage ? Oncle Richard, qui n'avait pas pris l'avion depuis des décennies, va passer quelques jours à New York. Aubrey Farfafouille a-t-elle de bonnes notes à l'école ? La vraie Aubrey obtient de bonnes notes. Tout irait bien, jusqu'au jour où Aubrey, jouant avec ses poupées, parle d'accident et évoque l'enterrement des membres de la famille Farfafouille, ce qui inquiète Sam au plus haut point…

### F.I.N.
- Titre anglais : The End / Nightmare in Time.
- Cette micronouvelle, parue en 1961, ne fait qu'une demi-page.
- Cette nouvelle peut être rapprochée d'une autre micronouvelle, intitulée Expérience.
- Résumé : Un savant est dépassé par sa découverte (thème de « l'apprenti sorcier ») : mettant au point une machine permettant d'inverser le sens du temps, il active la machine. Les mots de la nouvelle sont alors réécris en sens inverse.